# Гостибе
Гостибе (груз. გოსტიბე) — село в Грузии, на территории Каспского муниципалитета края (мхаре) Шида-Картли.

## География
Село находится в центральной части Грузии, на правом берегу реки Гостибесцкали (правый приток Тедзами), на расстоянии приблизительно 14 километров (по прямой) к юго-западу от города Каспи, административного центра муниципалитета. Абсолютная высота — 1496 метров над уровнем моря.

## Население
По результатам официальной переписи населения 2014 года, в Гостибе проживало 18 человек (11 мужчин и 7 женщин). В национальной структуре населения грузины составляли 94,4 %, азербайджанцы — 5,6 %.
| Год  | Население, человек |
| ---- | ------------------ |
| 2002 | 45                 |
| 2014 | ↘ 18               |